# 35mmフルサイズ

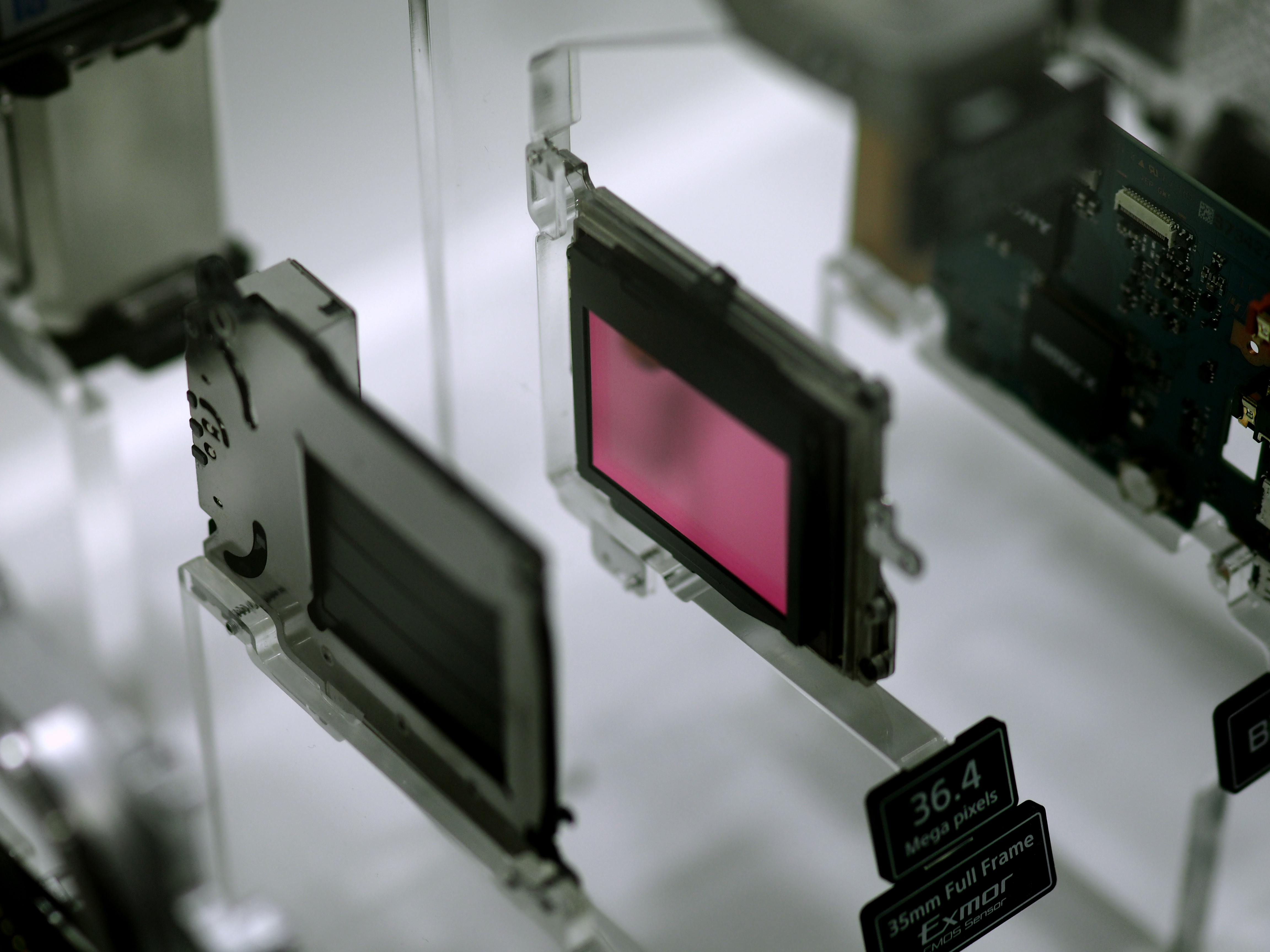
α7RIIのフルサイズセンサー

各センサーサイズの比較

35mmフルサイズは、デジタルカメラの固体撮像素子のサイズ規格のひとつの通称で、135フィルム（35 mmフィルム）を使用するカメラで広く用いられる24 mm × 36 mmに近い画面サイズを指す。単にフルサイズと称されることも多く、英語圏でも同様にfull-frameと略されることがある。
このサイズがフルサイズと呼ばれるのは、135フィルムがフィルムカメラにおけるデファクトスタンダードとなっており、デジタルカメラにおいても画角を35 mm判換算焦点距離で表現するのが一般的となっていることに起因する。実際には中判デジタルカメラなどよりサイズの大きい撮像素子を使用するカメラもあり、必ずしもフルサイズが最大の撮像素子ではない。
135フィルムがかつてライカに採用され全世界に広まったことから、このサイズの画面フォーマットをライカ判と呼ぶことがある。また、ニコンではFXフォーマットという名称を使用している。
このサイズの撮像素子と適合するレンズなどのカメラシステムを構築・製造するには莫大なコストがかかるため、プロフェッショナルおよびハイアマチュア向け一眼レフならびにミラーレス一眼カメラに採用されるにとどまっている。普及価格帯の一眼レフカメラやミラーレス一眼カメラでは、より小さい撮像素子を搭載する規格であるAPS-Cサイズが主流で、これは面積比でフルサイズの40 %前後となる。デジタルレンジファインダー・カメラでは、R-D1ではAPS-Cサイズが採用され、フルサイズのデジタルレンジファインダー・カメラは、2009年秋登場のM9が初となった。なおコンパクトカメラには対角線長で12 mm未満の撮像素子が使われており、これは35 mmフルサイズの撮像素子（対角線長が43 mm）の面積比にしてわずか5 %程度の極めて小さな撮像素子である。

## メリット
撮像面のサイズが、一般的な35mmフィルムを使用するカメラとほとんど同じであることから、同じ焦点距離のレンズを使用した場合の画角やボケ方がほとんど同一となるというメリットがある。35mmフィルムを使う一眼レフ・レンジファインダーがあまりにも広く普及したため、それらのレンズ交換システムの規格がデジタルカメラに引き継がれていることが多い。また、画角・ボケ方・焦点距離・絞りなどの相互の関係を習得している写真愛好家も多い。このような理由から、過去に35mmフィルムカメラを使ってきた層にとっては、35mmフルサイズの撮像素子を持つカメラこそ最も使いやすいカメラであり、フィルムカメラ時代のレンズの描写特性を生かすためには35mmフルサイズの撮像素子を使う必要があると主張されることがあった。
デジタルカメラの撮像素子の比較では、フルサイズのほうが撮影範囲が広くなるのはいわずもがな、被写界深度が浅くなりボケ具合が大きくなるというメリットがある。
また、同じ画素数の撮像素子で比較した場合、1画素あたりの受光面積がAPS-Cサイズ比で2.2倍と大きくなり、感度やS/N比の面で有利とされる。

## デメリット
半導体素子は、その面積が大きくなると、一枚のシリコンウェハーから取れる数量が少なくなったり、歩留まりが悪くなる。そのため撮像素子の製造コストが高く、カメラ本体の高価格化に直結する。また、撮像素子の構造に起因するデジタルカメラ特有の周辺光量の低下がより強く出るため、テレセントリック性が高いレンズ設計が必要であるとされるが、マウント径の制限があるためレンズの焦点距離によっては設計が困難である。また、構造の関係から、カメラ本体が大型になり、重量も増大し、携帯性に劣る。
さらに、イメージサークルが相対的に大きいこともあり、所要の性能を持つレンズは同じ焦点距離であってもAPS-C向けと比べて大型で重量が増し、価格も高価格にならざるを得ない。それゆえカメラ本体だけでなく、システム全体が大型で重くなり、高価格になりがちである。なお、一部のミラーレス一眼専用のレンズではミラーレス一眼カメラのAF性能の向上により低照度でも使用できるようになっており、その恩恵としてレンズの開放絞りを小さくすることによって小型・軽量化を実現している。例えば超望遠レンズである一眼レフレンズ、キヤノンEF1200mm F5.6L USMの質量が約16.5kgあるのに対し、ミラーレス一眼専用で開放絞りが小さいRF1200mm F8L IS USMの質量は約3.34kgと13kg以上の軽量化がされている。

## 従来レンズの流用可否
レンズにおいては、従来のフィルム一眼レフと同等の条件での撮影が可能である反面、赤外線カットフィルターや、オプティカルローパスフィルタ、センサーのカバーガラス等の、フィルムカメラには存在しない光学素子の存在により収差が発生してしまうという問題がある。この収差は、光線の入射角度が大きい（センサー周辺部）ほど強く出る傾向がある。また、オプティカルローパスフィルターは光線の入射角度が大きい方が効果が強く出る。フィルム用に設計された明るいレンズや広角レンズの周辺部の像が著しく不鮮明になるのは、これらが主な原因である。
なお、一部の高級機でオプティカルローパスフィルターとして高価なニオブ酸リチウムを採用しているのは、ニオブ酸リチウムの強い複屈折性を生かすことでオプティカルローパスフィルターの厚みを抑え、フィルム用のレンズを使った場合の収差の発生を少しでも抑えようとするためである。逆に言えば、安価な水晶をオプティカルローパスフィルターとして採用した場合、フィルム用のレンズとの組み合わせでは収差が大きくなる。
また、フィルムカメラ用のレンズは射出瞳(exit pupil)の位置がまちまちで、マイクロレンズ（撮像素子上にある超小型レンズ）が想定する位置にあるとは限らない。このため多くのレンズで周辺光量の低下が発生する。
デジタル専用設計レンズとは、これらの光学素子の存在や、撮像素子の特性を前提として設計されたものである。収差が最適にコントロールされたレンズ設計をするためには、本来、それらの光学素子が規格化されている必要があるが、機種によってまちまちなのが実状である。そのため、デジタル専用設計レンズであっても、想定と異なる光学素子が搭載されたカメラと組み合わされた場合、収差が設計どおりに収束しない場合もある。また、マウント径の制限により、射出瞳を理想的な位置に配置することができず、周辺光量の低下を十分にコントロールできない場合もある。
以上の理由により、フィルムカメラ用のレンズをそのまま使った場合でも、実際には期待通りの結果を得られるとは限らない。また、フィルムからデジタルへの移行を考えた場合、撮像素子のサイズよりも他要素の影響が大きいため、クリアかつシャープな描写を望む分には、必ずしもフルサイズにこだわる必要はないという意見もある。

## 今後の展開
従来はセンサ製造のコストが高く、定価60 - 100万円ほどの価格でプロ向けの製品にのみ採用されたが、ステッパーの改良により露光回数を2回に減らしたり、水晶のローパスフィルタを採用するなど、センサー周辺の製造コストを大幅に削減し、20万円前後のハイアマチュア向け製品を発売できるまでになっている。かつてはAPS-Hサイズまで一回で露光できるステッパーを保有するキヤノンとコダックのみがフルサイズの製造コストを下げることが可能だった。他社では、製造に3回以上の露光が必要となる。よって、この2社からの供給を受けない限り、他社から35mmフルサイズが出てくる可能性は低いと考えられていた。
ところが、2007年8月23日にニコンが、自社開発の35mmフルサイズCMOSイメージセンサを搭載したD3を発表し、2007年11月30日に発売した。
また、ソニーは2008年1月30日、35mmフルサイズで有効2481万画素と高速読み出し（6.3フレーム/秒 - ）を実現したデジタル一眼レフカメラ向けCMOSイメージセンサの開発に成功したと発表。2008年10月23日に35mmフルサイズを搭載したαシリーズのフラッグシップ機としてα900を発売した。さらに2012年9月12日には、世界で初めて35mmフルサイズCMOSセンサを搭載したコンパクトデジタルカメラ、サイバーショットDSC-RX1を発表した。